# Хелеучешть
Хелеучешть, Хелеучешті (рум. Hălăucești) — село у повіті Ясси в Румунії. Входить до складу комуни Хелеучешть.
Село розташоване на відстані 300 км на північ від Бухареста, 59 км на захід від Ясс.

## Населення
За даними перепису населення 2002 року у селі проживали 4811 осіб, з них 4809 осіб (> 99,9%) румунів. Рідною мовою 4809 осіб (> 99,9%) назвали румунську.